# Притцель, Эрнст Георг
Эрнст Георг Притцель (нем. Ernst Georg Pritzel или нем. Ernst Pritzel; 15 мая 1875 — 6 апреля 1946) — немецкий ботаник, педагог и преподаватель.

## Биография
Эрнст Георг Притцель родился 15 мая 1875 года.
Притцель преподавал ботанику в Берлине. Он проводил исследования в 1900—1902 годах в ЮАР, в Западной Австралии (с 30 октября 1900 года по декабрь 1901 года), на Яве и в Новой Зеландии, совместно с Людвигом Дильсом (1874—1945). Эрнст Георг занимался изучением растений семейства Плауновые, семейства Псилотовидные и семейства Смолосемянниковые. Притцель внёс значительный вклад в ботанику, описав множество видов растений.
Эрнст Георг Притцель умер 6 апреля 1946 года.

## Научная деятельность
Эрнст Георг Притцель специализировался на папоротниковидных и на семенных растениях.

## Публикации
Совместно с Людвигом Дильсом он опубликовал следующие работы:
- Fragmenta Phytographiae Australiae Occidentalis (Bot. Jahrb. 35, 662 pp. 1905).
- Südwest-Australien (Fischer, Jena, 1933).
- Wälder in Nordost-Queensland (Fischer, Jena, 1934).

## Почести
Род растений Pritzeliella Henn. был назван в его честь.
В его честь были также названы виды растений Podotheca pritzelii P.S.Short и Acacia pritzeliana C.A.Gardner